# Льоке Юпанкі
Льоке Юпанкі (*Lluq'i Yupanki, д/н — бл. 1290) — 3-й Капак Інка, володар, міста-держави Куско бл. 1260–1290 років. Значна частина його життя представлено у вигляді легенд.

## Життєпис
Походив з династії Нижнього Куско. Син Сінчі Рока, Капаки Інка Куско. Його власним ім'ям було Льока, що означає лівий. Через помилку, яку допустили його вихователі, він став лівшею, це ім'я стало його власним. Ім'я Юпанкі було присвоєно йому за його звитяги. Більшість його походів виглядають легендами, немає достеменних відомостей про них.
Згідно з легендами, Льоке Юпанкі відмовився від політики мирного підкорення сусідів. за його наказом створено армію у 6-7 тис. вояків. Призначивши двох своїх вуйків командувачами війська (майстрами бою) і вибравши інших родичів військовиками і радниками, рушив по шляху Оркосую. Насамперед Капак Інка увійшов до великої області Канна, спрямувавши до місцевих володарів посланців з вимогою покірності. Останні, не маючи змоги протидіяти військовій потузі, вимушені були визнати себе васалами Куско.
Після цього рушив на область Аявірі, з жителями якої тривала напружена війна. Зрештою Льоке Юпанкі вдалося підкорити їх. Згодом, згідно з легендами, Капак Інка змусив визнати свою зверхність володарів народу Кольа. Надалі під тиском військ Льоке Юпанкі підкорив області Чукуіту, Ільаві, Чульї, Пумата, Сіпіта, проте не змін приєднати ці володіння до своїх. Усі походи Капака Інки призвели не до розширення володінь, а до встановлення залежності від Куско. Слідом за цим Льоке Юпанкі відправив військо з 10 тисяч вояків у східному напрямку до області Хурін Пакаса, яку через 3 роки його воїни підкорили.
За іншими відомостями Льоке Юпанкі продовжив дипломатичну політику попередника, встановив мирні стосунки з громадами гуаро, уамай, сако. Значний час володарювання був зайнятий розвитком своєї держави, прагнучи розширювати оброблювані землі, будуючи нові зрошувальні канали, будівлі, сховища, мости і дороги, для забезпечення кращого сполучення між провінціями. Відповідно деяким хронікам заснував будинок «нареченик Сонця» (жриць бога інків). Перед смертю призначив спадкоємцем трону свого сина від законної дружини — Майту Капака.